# Nat (bóstwo)

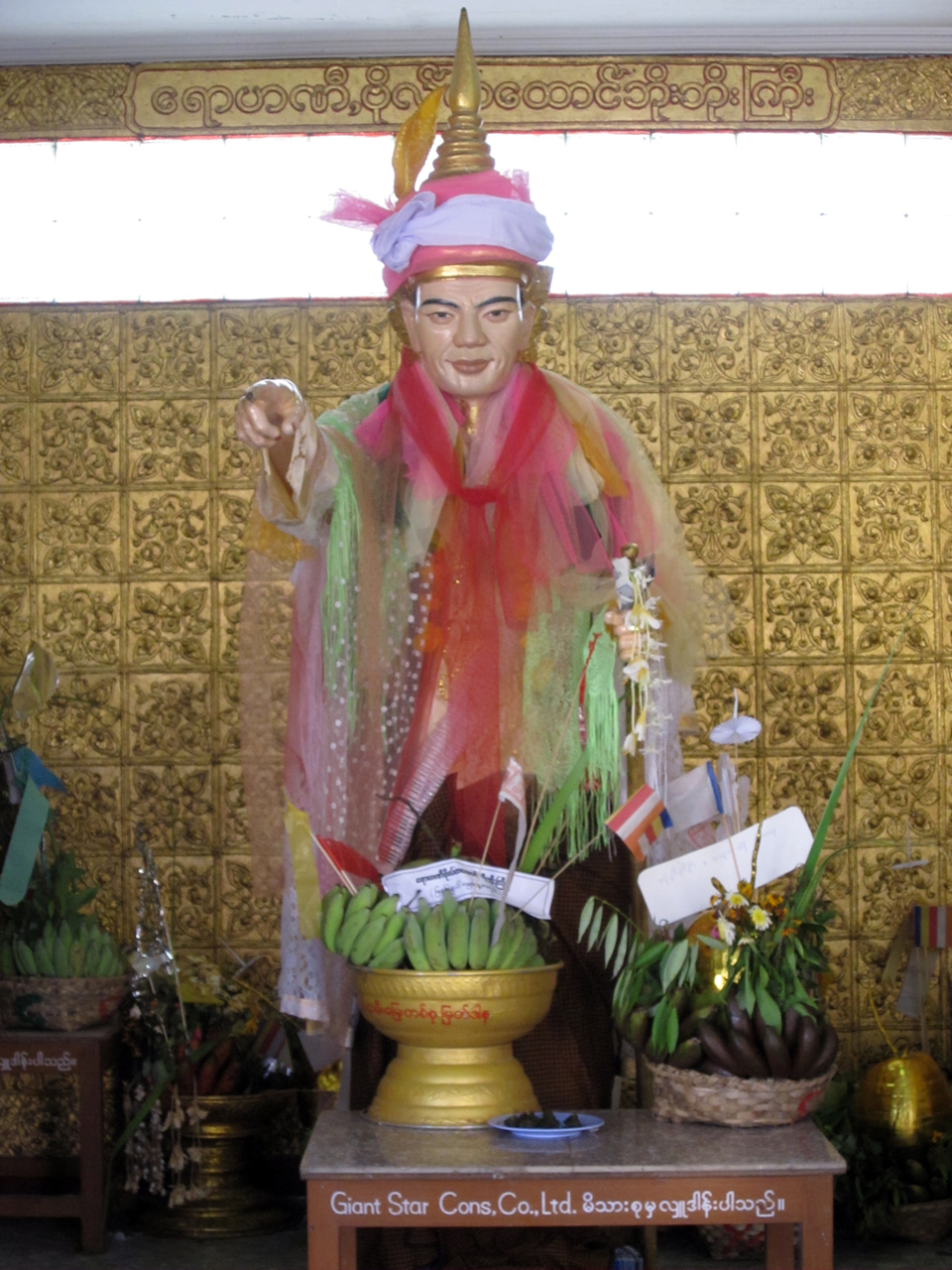
Nat Bo Bo Gyi wskazuje miejsce ukrycia relikwii w miejscu przyszłej pagody Szwedagon

Nat (birm. နတ် /naʔ/) – bóstwa i duchy czczone w Birmie. Kult natów stanowi tradycję niezależną i równoległą do dominującego w tym kraju buddyzmu therawada, ma jednak znaczenie podrzędne wobec niego.
Kult natów wywodzi się z rodzimego birmańskiego animizmu, pierwotnie związany był z duchami zamieszkującymi konkretne drzewo, górę, rzekę itd. Sam termin nat pochodzi od sanskryckiego nat ("Pan"), oznaczającego pana danego terytorium . Istnieje kilka kategorii natów, które się na siebie nakładają: naty pochodzące z mitologii indyjskiej (wśród nich Thagyamin);  duchy przyrody, zamieszkujące rzeki, burze czy drzewa (zwłaszcza figowce); duchy związane z ludzką działalnością, taką jak budowa domu czy uprawa ryżu; wreszcie duchy opiekuńcze, sprawujące pieczę nad określonymi miejscami bądź obszarami.

## 37 Natów
Król Anawrahta (panował w latach 1044–1077) sporządził listę  33 oficjalnie uznanych przez państwo natów, z których część to postaci historyczne, a część – legendarne. Gwałtowna bądź tragiczna śmierć (często z rąk królewskich), uniemożliwiała tym postaciom reinkarnację, co spowodowało, że przyjęły postać natów i zaczęły wyrządzać zło. Za króla natów Anawrahta uznał Thagyamina. Z biegiem lat liczba natów w oficjalnym panteonie wzrosła do 37. Co jakiś czas kolejni królowie aktualizowali tę listę – poszczególne postaci panteonu ulegały zmianie, jednak już zawsze było ich 37. Wizerunki wszystkich 37 natów znajdują się w pagodzie Shwezigon w Paganie.
Kategoria natów należących do oficjalnego panteonu określana jest jako Wewnętrzna (birm. အတွင်း) 37. Do kategorii Zewnętrznej (အပြင်မှာ) 37 zaliczane są naty, które nie znalazły się na królewskich listach. Ich liczba nie jest dokładnie określona, a "37" służy jedynie jako nazwa kategorii.

## Kult natów

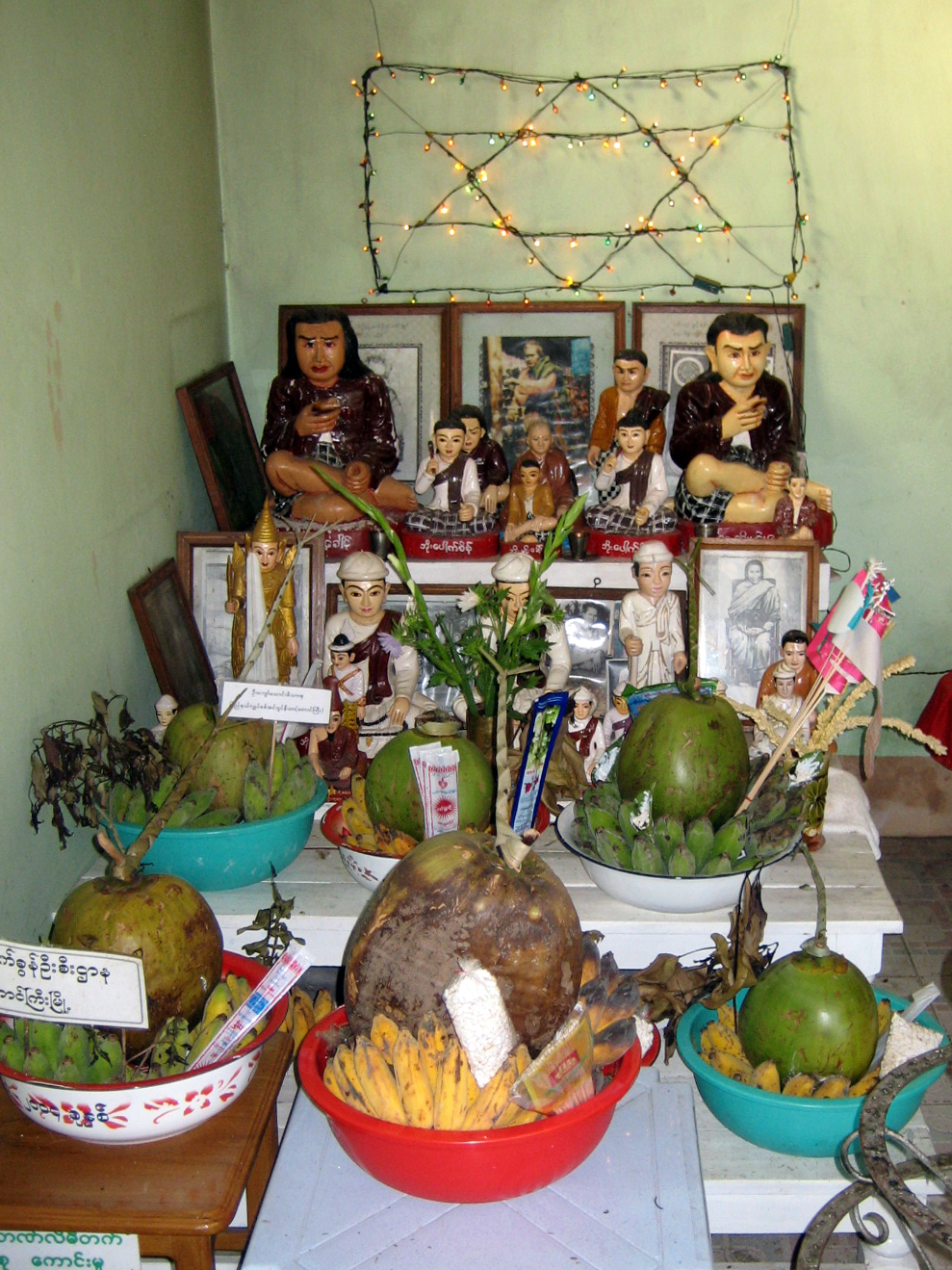
Ofiary złożone natom

Naty czczone jako bóstwa opiekuńcze danej wsi bądź miejsca, chronią je w zamian za drobne ofiary z kwiatów lub owoców. Charakterystyczną ofiarą jest zawieszony nieobłupiony orzech kokosowy, który reprezentuje Min Mahagiri – jednego z 37 natów. Poświęcone natom kapliczki spotyka się przy wejściach do pagód oraz w prywatnych domach. Głównym centrum pielgrzymkowym kultu natów jest góra Puppa (a ściślej: położona w jej sąsiedztwie góra Taung Kalat), a związane z nimi lokalne święta (nat-pwe) obchodzi się zwłaszcza w okolicach Paganu i Mandalaj.

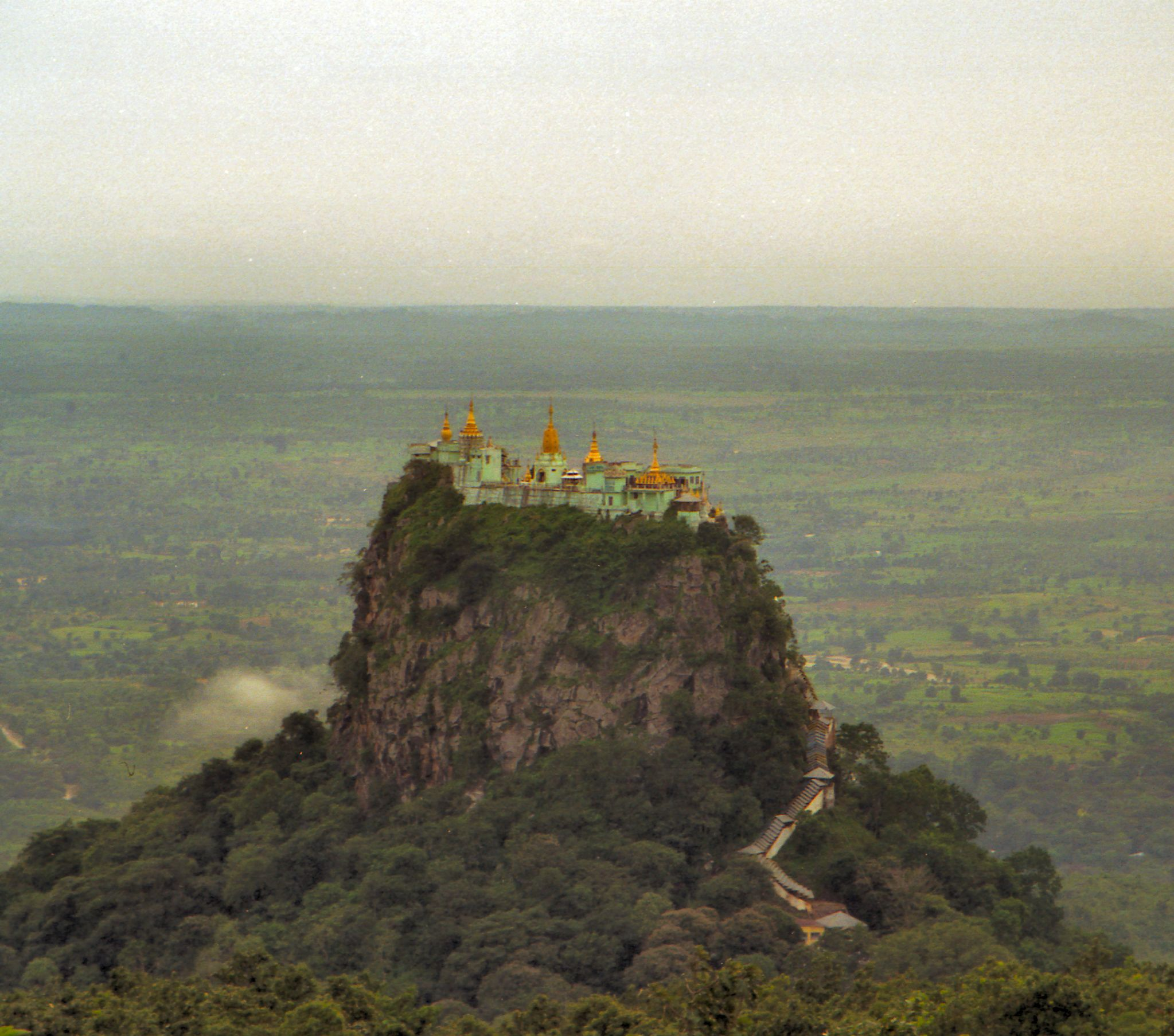
Góra Puppa

Z kultem natów związana jest działalność nat kadaw (birm. နတ်ကတော် ; pol. żona pana), czyli mediów pośredniczących między światem duchów a ludźmi. Każde z mediów związane jest z jednym tylko natem, a pośrednictwo między nim a ludźmi ma charakter zawodowy. Do lat 80. XX wieku nat kadaw były w olbrzymiej większości kobietami dziedziczącymi swoje zajęcie z matki na córkę. Od tego czasu znacznie wzrasta wśród mediów udział transpłciowych homoseksualnych mężczyzn.